# Młodzieżowe Indywidualne Mistrzostwa Szwecji na Żużlu 2003
Młodzieżowe Indywidualne Mistrzostwa Szwecji na Żużlu 2003 – cykl turniejów żużlowych, mających wyłonić najlepszych szwedzkich żużlowców w kategorii do 21 lat, w sezonie 2003. Tytuł wywalczył Fredrik Lindgren. 

## Finał
- Hagfors, 1 sierpnia 2003

| Msc. | Zawodnik            | Klub        | Pkt |  |  |
| ---- | ------------------- | ----------- | --- |  |  |
| 1    | Fredrik Lindgren    | Piraterna   | 14  |  |  |
| 2    | Peter Ljung         | Luxo Stars  | 12  |  |  |
| 3    | Jonas Davidsson     | Rospiggarna | 11  |  |  |
| 4    | Mattias Nilsson     | VMS Elit    | 10  |  |  |
| 5    | Antonio Lindbäck    | Gasarna     | 10  |  |  |
| 6    | Tobias Messing      | Rospiggarna | 8   |  |  |
| 7    | Sebastian Bengtsson | Kaparna     | 8   |  |  |
| 8    | Robert Lonnblom     | Västervik   | 8   |  |  |
| 9    | Andreas Messing     | Rospiggarna | 8   |  |  |
| 10   | Sebastian Aldén     | Masarna     | 7   |  |  |
| 11   | Niklas Fridell      | Indianerna  | 7   |  |  |
| 12   | Eric Andersson      | Rospiggarna | 6   |  |  |
| 13   | Andreas Lekander    | Griparna    | 5   |  |  |
| 14   | Norvy Brandin       | Kaparna     | 3   |  |  |
| 15   | Viktor Bergström    | Vargarna    | 2   |  |  |
| 16   | Daniel Davidsson    | Smederna    | 1   |  |  |
| 17   | Tomas Karlsson      | Piraterna   | 0   |  |  |
| 18   | Oskar Fyhrman       | Västervik   | 0   |  |  |